# رود چرک
رود چرک (به لاتین: Cherek) یک رود در روسیه است که در کاباردینو-بالکاریا واقع شده‌است.